# Южаков, Алексей Александрович
Алексе́й Алекса́ндрович Южако́в (род. 19 марта 1984 года, Пермь, Россия) — российский предприниматель, менеджер, инвестор. Член правления Национальной ассоциации участников рынка робототехники, председатель правления робототехнической компании Promobot. Основатель и владелец множества российских компаний, входящий в список 150 самых влиятельных людей России.

## Биография
Алексей Южаков родился в Перми Пермского края в 1984 году. В 2006 году с отличием окончил электротехнический факультет (отделение автоматики и телемеханики) Пермского национального исследовательского политехнического университета по специальности «Управление и информатика в технических системах». Кандидат технических наук. В 2008 году прошел обучение по президентской программе подготовки управленческих кадров для организаций народного хозяйства. В 2015 году прошел обучение в Singularity University в Кремниевой долине и в NASA Research Park.
Алексей Южаков является серийным предпринимателем. Свои первые компании предприниматель оформил, будучи ещё студентом. В 2004 году он выступил основателем и генеральным директором ООО «ИнтеллектСтрой», которая фокусировалась на автоматизации управления зданиями и появилась, как стартап студентов-сокурсников. В 2006 году учредил ООО «БМС» (Building Management System), компанию-оператора капитальных объектов «ИнтеллектСтрой».
В 2008 году в связи с падением прибыли из-за Мирового экономического кризиса Алексей Южаков диверсифицирует бизнес и открывает в Осинском районе Пермского края тепличный комплекс площадью 0,23 га. Вскоре компания, получившая название «ИнтеллектАгро», перепрофилировалась на выращивание роз. К 2010 году инвестиции в розарий «ИнтеллектАгро» составили 51 000 000 рублей.
В том же 2010 году Алексей Южаков запускает проект «Ваш фермер» — площадку, где покупатели экологически чистых продуктов могли напрямую контактировать с их продавцами. Последующими крупными проектами предпринимателя стали «Фреска Роза» (2012 год), «Розарио» и Promobot(2014 год).
Алексей Южаков инвестировал в Promobot $10 000. Предприниматель направил команду в индустрию сервисной робототехники. Инженеры сняли гараж на окраине Перми, где из заказанных в Китае и купленных на металлорынке запчастей они собрали первого промобота и разработали систему распознавания лиц и лингвистическую базу на основе открытых кодов. В течение трех месяцев предприниматели получили еще 10 заказов от торговых сетей, что принесло им $100 000. Южаков выходил на корпорации, а Кивокурцев работал с малым бизнесом. По данным на 2019 год, Алексею Южакову принадлежит 22,8 % ООО «Промобот». Компания является резидентом «Сколково».
В 2015 году Алексей Южаков становится основателем IT-компании Unicorn, разработчика программного обеспечения и аппаратных решений для систем управления домами и зданиями. Компания является резидентом «Сколково» и разрабатывает концепцию единой цифровой среды для жилых комплексов, кварталов и объектов коммерческой недвижимости, которая объединяет в себе платформу для создания умных домов, зданий и линейку аппаратных решений. С 2019 года представлена на российском рынке торговой маркой Ujin. По данным на 2021 год, Алексею Южакову принадлежит 24,5 % ООО «Юникорн».

## Личная жизнь
Алексей Южаков увлекается теннисом, признан одним из сильнейших игроков-любителей Перми
Женат, две дочери. С дочерью Лизой часто появляется на публичных мероприятиях.

## Критика
В 2016 году мужской журнал «GQ» назвал Алексея Южакова одним из 150 самых влиятельных людей России.
В 2017 году президент ПГНИУ профессор Владимир Маланин назвал Алексея Южакова «примером, который нужен нынешним студентам». Кандидат политических наук, доцент ПНИПУ Юлия Лекторова считает, что за Алексеем Южаковым «закрепился статус молодого, прогрессивного руководителя № 1».
Алексей Южаков — лауреат Строгановской премии в 2017 году за выдающиеся достижения в науке и технике. В 2018 году был признан «Человеком года» по версии слушателей радиостанции «Эхо Москвы» в Перми.

## Дополнительная информация
Алексей Южаков стал прототипом антропоморфного робота-компаньона Алекса от Promobot. С 2019 года мужские версии робота-компаньона от Promobot обладают внешностью предпринимателя, имитируя 600 его мимических микровыражений.